# Ricardo Andrés Aparicio
Ricardo Andrés Aparicio de la Quintana (Montevideo, Uruguay, 10 de agosto de 1976) es un exfutbolista uruguayo. Jugaba de mediocampista y su último equipo fue el El Tanque Sisley de la Primera División de Uruguay.

## Trayectoria
Se inició en Basáñez en el año 2000 y luego tuvo un recorrido por varios clubes de su país. En su paso por el extranjero, militó en un club de Colombia, otro de Guatemala y 4 equipos de Argentina.

## Clubes
| Club                   | País      | Año         |
| ---------------------- | --------- | ----------- |
| Basáñez                | Uruguay   | 2000        |
| Bella Vista            | Uruguay   | 2001        |
| Montevieo Wanderers    | Uruguay   | 2002        |
| Defensor Sporting      | Uruguay   | 2003        |
| Nacional               | Uruguay   | 2004        |
| Defensor Sporting      | Uruguay   | 2004        |
| Atlético Junior        | Colombia  | 2005        |
| Municipal              | Guatemala | 2005        |
| Banfield               | Argentina | 2006        |
| Sportivo Cerrito       | Uruguay   | 2006        |
| Rampla Juniors         | Uruguay   | 2007        |
| Liverpool              | Uruguay   | 2007        |
| San Martín de Tucumán  | Argentina | 2008        |
| Quilmes                | Argentina | 2008 - 2009 |
| Cerro Largo            | Uruguay   | 2009        |
| Defensores de Belgrano | Argentina | 2010        |
| El Tanque Sisley       | Uruguay   | 2010        |